# ジーザス&メリーチェイン
ジーザス＆メリーチェイン (The Jesus and Mary Chain) は、イギリスのロックバンド。通称ジザメリまたはJAMC。1984年にジム（弟）とウィリアム（兄）のリード兄弟を中心としてスコットランドにて結成。1980年代半ばから90年末にかけて6枚のアルバムをリリースし、パンク、ノイズ、ポップを融合したサウンドは、ピクシーズなどの後進のオルタナティヴ・ロックバンドに影響を与えた。1999年から解散状態だったが2007年に活動を再開した。

## 来歴

### 結成からデビュー
ジーザス・アンド・メリー・チェインはボーカルのジムとギタリストのウィリアムのリード兄弟によって結成された。彼らは失業保険で生活しながら暇な時間を使って曲を書きため、1983年頃からデモ音源のレコーディングを始める。翌1984年にベーシストのダグラス・ハート、ドラマーのマレイ・ダーグリッシュが加入し、バンドの体裁が整ったことでライヴ活動を開始。結成当初の彼らの音楽に影響を与えていたのは、ザ・ストゥージズやヴェルヴェット・アンダーグラウンド、そしてシャングリラスだった。
1984年半ばにアラン・マッギーが主宰するクリエイション・レコーズとシングル一枚の契約を結び、同年11月にシングル『アップサイド・ダウン(Upside Down)』でレコードデビュー。直後にダーグリッシュが脱退したため、後にプライマル・スクリームのフロントマンとしてデビューするボビー・ギレスピーがドラマーとして加入。リリースから約3ヶ月後の1985年2月に『アップサイド・ダウン』は英国インディーチャートで1位になり、NMEを初めとした英国中のメディアから注目を集める存在となる。
彼らの初期のライヴは悪名高く、客席に背を向けたまま演奏し、20分程度の短い時間で切り上げ、観客との対話を拒絶。しばしば暴動も起こり、ザ・サン紙は「新しいセックス・ピストルズ」として彼らの存在を報じた。一方で、アラン・マッギーはこういった悪評を巧みに利用し、バンドが有名になるのに一役買った。

### 1980年代
1985年、バンドはブランコ・イ・ネグロと契約。2月にシングル『Never Understand』リリース。3月には「The Jesus and Mary Chain Riot」として知られる事件を起こす。当日、ライヴ会場となったノース・ロンドン大学ではキャパシティを超えた量のチケットが捌かれ、バンドにとってそれまでで最大規模のライブとなった。前座のミート・ウィップラッシュが観客を煽り、メリーチェインが予定された時間を大幅に過ぎても現れず、会場の外には中に入れない客が大量にいたため、現場の空気は殺気立っていた。開演から20分で例によってバンドがステージから引き上げると、客席から無数の缶がステージに投げ入れられ、警察が到着するまで暴動状態となった。この事件の影響で年内の多くのライヴがキャンセルとなった。5月にはブランコ・イ・ネグロからの2枚目のシングル『You Trip Me Up』をリリース。当初、B面には「Jesus Fuck」が収録される予定だったが、レコード会社からストップがかかり、「Just Out of Reach」に差し替えられた。
同年11月、デビュー・アルバム『サイコキャンディ(Psychocandy)』を発表。アルバム冒頭を飾る「Just Like Honey」のドラムはザ・ロネッツの「ビー・マイ・ベイビー」から借用したものであった。2003年にはローリングストーン誌が選ぶオールタイム・ベストアルバム500で268位に選ばれている。
アルバムの発表後はアメリカや日本を周るワールド・ツアーを行う。1986年7月には『Some Candy Talking EP』をリリース。ケシの花に囲まれたリード兄弟が写されたジャケットは、楽曲のタイトルも相まってドラッグを連想させるものとして波紋を呼んだ。なおこのEPを最後に、ボビー・ギレスピーがプライマル・スクリームの活動に専念するためにバンドを去った。
リード兄弟は新たなドラマーの代わりにドラムマシンを使って2ndアルバム『ダークランズ(Darklands)』を制作。1987年9月にリリースされたこのアルバムは前作のノイズの渦が影を薄め、よりメロディアスな、60年代のポップサウンドに接近した仕上がりになった。
1988年3月にはシングル『Sidewalking』をリリース。同年4月にはシングルのB面や未発表曲で構成されたレアトラック集『キスは罠(Barbed Wire Kisses)』をリリースしている。さらに1989年10月には3rdアルバム『オートマティック(Automatic)』をリリース。打ち込みを積極的に導入したほか、前作ではほとんど見られなかったギターノイズも随所で使用され、より躍動感のある作風となった。本作からリカットされたシングル「Head On」は後にピクシーズがカヴァーしている。

### 1990年代
前作の発表から間もなく、1990年9月には「Rollercoaster EP」をリリース。
1992年3月には「アメリカで死にたい」「JFKの様に死にたい」など過激な歌詞の「Reverence」を先行シングルに、4thアルバム『ハニーズ・デッド(Honey's Dead)』をリリース。更にマイ・ブラッディ・ヴァレンタイン、ダイナソーJr.、ブラーなどを前座に従え大がかりなワールドツアー「Rollercoaster Tour」を行った。翌1993年には2枚目のレアトラック集『サウンド・オブ・スピード(The Sound of Speed)』をリリースした。このアルバムは元々1992年に日本限定で発売されていたが、その後発売された「Sound Of Speed EP」の曲を収録し改めて本国でも発売されることとなったものである。
1994年8月には、バンドの代名詞でもあったノイズを完全に捨て去り、全編が乾いたアコースティック調の曲で占められた5thアルバム『ストーンド・アンド・ディスローンド(Stoned & Dethroned)』をリリースした。フォーク・ロック的な側面を見せた本作はイギリスだけでなくアメリカのビルボードチャートにも登場している。しかし1995年5月にパイロットシングル「I Hate Rock'N'Roll」をリリースした後、ブランコ・イ・ネグロが閉鎖される。
しばらくの沈黙の後、1998年6月に古巣クリエイションから『マンキ(Munki)』をリリースするが、リード兄弟の仲はアルバム制作中から悪化しており、本作のツアー中にウィリアムがバンドを脱退してしまう。予定されていた残りのツアーだけは行われたものの、ツアー終了後正式なアナウンスはないままに兄弟それぞれのソロ活動が始まり、バンドは解散状態となった。ソロとしてもクリエイションと契約をしていたリード兄弟だったが、1999年クリエイションはアラン・マッギーの離脱に伴い解散した。

### 解散後
解散後、兄ウィリアムはLazycameとして2枚のアルバムをリリース。アルバムのスリーブで自らの弛みきった裸体を晒し発禁対象となった。弟ジムは後期の主要メンバー、ベン・ルーリー、ニック・サンダーソン等と共にフリーヒート（Freeheat）を結成しアルバムを一枚リリースしている。また兄弟の妹リンダのプロジェクト、シスター・ヴァニラ（Sister Vanilla）では兄弟とベンで全曲を提供している。2002年にリリースされたプライマル・スクリームのアルバム『イーヴル・ヒート』にはジムがリードヴォーカルを取り、マイ・ブラッディ・ヴァレンタインのケヴィン・シールズがプロデュースした「Detroit」が収録された。

### 再結成
2007年に再結成し、コーチェラ・フェスティバルでのライヴで公に活動再開。2008年にはサマーソニック出演のために来日した。2017年、19年ぶりとなる7thアルバム『ダメージ・アンド・ジョイ (Damage and Joy) 』をリリース。

## ディスコグラフィ

### アルバム
- サイコキャンディ / Psychocandy (1985年)

記念すべき1stアルバム。アルバム全体が耳障りなノイズで覆われる作風はその後のシューゲイザーやオルタナティブ・ロックに大きな影響を与えた。
オリジナルでのリリースは14曲だが、1986年に再発されたCDでは8曲目に"Some Candy Talking"が収録されている。
"Never Understand"、"You Trip Me Up"、"Just Like Honey"がシングルカットされた。
- ダークランズ  / Darklands (1986年)

2ndアルバム。前作から一転し、ノイズを抑えメロディアスな面を全面に打ち出した。前作と比べると地味と評されることもあるが、UKアルバムチャートではキャリア最高の5位にランクインしている。
"April Skies"、"Happy When It Rains"、"Darklands"がシングルカットされた。
- オートマティック / Automatic (1989年)

3rdアルバム。再び作風が変わり、より派手でダイナミックなサウンドプロダクションとなった。オリジナルリリースは10曲目までで、CD化に際し2曲が追加されている。
"Blues From A Gun"、"Head On"がシングルカットされた。
- ハニーズ・デッド / Honey's Dead (1992年)

ファンの間では1stと人気を二分する4thアルバム。基本的には前作を踏襲した作風だが、全キャリアを包括する集大成的な作品ともいえる。同時期にイギリスでマッドチェスター・ムーブメントがあったためか、ダンサブルなリズムを取り入れた曲もある。
先行シングルの"Rollercosater"は特に表記されていないが再録されており、シングルとは異なる音源となっている。
"Reverence"、"Far Gone And Out"、"Almost Gold"がシングルカットされた。
- ストーンド・アンド・ディスローンド / Stoned & Dethroned (1994年)

全編アコースティックで統一された5thアルバム。先行シングルの"Sometime Always"にはマジー・スターのヴォーカルで当時ウィリアムと恋仲であったホープ・サンドヴァルがデュエットで参加しており、PVにも出演している。また、アルバム収録曲の"God Help Me"ではザ・ポーグスのシェイン・マガウアンがヴォーカルをとっている。
"Sometime Always"、"Come On"がシングルカットされた。
- マンキ / Munki (1998年)

6thアルバム。ブランコ・イ・ネグロの閉鎖により再びクリエイション・レコードからリリースされた。今作に伴うツアー中にウィリアムがツアーを離脱したため、ジムだけで残りのツアーは続行したものの、ツアー終了後バンドは解散となった。
前作と同様、マジー・スターのホープ・サンドヴァルがアルバム収録曲「Perfume」でボーカルとして参加している。
"Cracking Up"、"I Love Rock 'n' Roll"がシングルカットされた。
- ダメージ・アンド・ジョイ / Damage and Joy (2017年)

19年ぶりとなる7thアルバム。自身のレーベル「Artificial Plastic Records」（流通はワーナー・ミュージック・グループ系列のオルタナティヴ・ディストリビューション・アライアンス）よりリリース。キリング・ジョークのユースがベーシストとプロデューサーを担当した他、イゾベル・キャンベル、スカイ・フェレイラらが参加している。
- Glasgow Eyes (2024年)

### 編集盤
- キスは罠 / Barbed Wire Kisses (1988年)
- サウンド・オブ・スピード / The Sound of Speed (1993年)
- ヘイト・ロックンロール / Hate Rock 'N' Roll (1995年)
- コンプリート・ジョン・ピール・セッション / The Complete John Peel Sessions (2000年)
- 21シングルズ / 21 Singles (2002年)
- ライブ・イン・コンサート / BBC Live in Concert (2003年)
- The Power of Negative Thinking (2008年)
- ファイヴ・オリジナル・アルバムズ ＜完全生産限定盤＞ (2010年)

## 使用された楽曲
- 『ロスト・イン・トランスレーション』 - 劇中「Just Like Honey」を使用。サントラにも収録されている。
- 『恋しくて』- 　劇中「The Hardest Walk」が使用されている。
- インディ系の映画監督グレッグ・アラキはバンドの大ファンで、彼がメガホンをとった『The Living End』はメリー・チェインの同名の曲からつけられた。更に『Totally Fucked Up』では「Head On」を、『The Doom Generation』では「Sometimes Always」と「Penetration」を、『Nowhere』では「In the Black」を使用している。
- 『クロウ/飛翔伝説』 - 劇中「Snakedriver」を使用。サントラにも収録されている。
- 2000年代にシボレーのCMソングとして「Happy When It Rains」が使われた。
- 2005年に英ビールメイカーのキャンペーンソングとして「Heat」がテレビから流れた。

## トリビア
- マジー・スターのボーカルであるホープ・サンドヴァルとウィリアムは以前恋人同士であり、共に作品を制作していた時期もあった。
- 映画『ハイ・フィデリティ』の中でジャック・ブラックが演じるレコード屋の店員が、客に"Psychocandy"をすすめる一幕がある。
- デスキャブ・フォー・キューティーの"We Looked Like Giants"には"Do you remember The JAMC"の一節が、ジミー・イート・ワールドの"Authority Song"では"The DJ never has it, JAMC Automatic."という歌詞が見られる。
- ピクシーズは1991年のアルバム"Trompe Le Monde"の中で"Head On"をカバーしている。